# Iveta Pokorná
Iveta Pokorná (26. června 1977, Nové Město na Moravě – 7. prosince 2002, Brno) byla česká básnířka.
Vystudovala gymnázium v Teplicích a bakalářský studijní program na Filozofické fakultě Masarykovy univerzity v Brně, obor filosofie a religionistika. V roce 1999 obhájila bakalářskou práci na téma: Božství a lidství člověka – koncepce člověka u Augustina a Plotina, ale ještě tentýž rok studia ukončila. Už od roku 1988 věděla, že trpí nevyléčitelnou nemocí svalů, tzv. myopatií, o rok později (tedy ve svých 12 letech) začala psát básně o svém vztahu k Bohu a o hledání smyslu bytí jako takového. Jejími tvůrčími či duchovními souputníky byli Jiří Orten a Karel Čapek, s nímž ji pojil i osud poznamenaný těžkou nemocí. Své verše představila na několika básnických srazech Skupiny XXVI, začala publikovat i v časopisech. Literárního dění se aktivně účastnila do roku 1997, ale její tělo stále sláblo a jakýkoliv pohyb byl pro ni obtížný – o to více se upnula k duchovnu. Stala se členkou apoštolátu Panny Marie, vykonala s rodiči pouť na Velehrad a do Medžugorje, místa mariánského zjevení, a od září 1997 si zapisovala své sny. Zemřela 7. prosince 2002.

## Dílo
- Kéž by to byla jen hra se slovy (Sursum, 2003) – básně z let 1989-1994